# إكرم أكورجال
إكرم أكورجال (30 مارس 1911 – 1 نوفمبر 2002)، هو أحد أبرز علماء الآثار في العالم، ولد في مدينة طولكرم الفلسطينية، وهو من أصل تركي.

## حياته
ولد البروفيسور إكرم أكورجال في مدينة طولكرم بالضفة الغربية بتاريخ 30 مارس 1911.

## تعليمه
تخرج إكرم أكورجال من تخصص «الدراسات التاريخية والجغرافية» في جامعة برلين بألمانيا.

## وفاته
توفي أكورجال في محافظة إزمير التركية يوم 1 نوفمبر 2002.

## وصلات خارجية
- إكرم أكورجال على موقع المكتبة المفتوحة (الإنجليزية)